# Màquina de mà
Les màquines de mà, màquines manuals o màquines portàtils són màquines que permeten mecanitzar el treball de les eines manuals tradicionals. Les màquines de mà estan equipades amb un mecanisme d'accionament que substitueix o be complementa la força humana que era l'única emprada en les eines de mà clàssiques. Al segle xx, les màquines de mà es van començar a equipar amb motors elèctrics, cosa que va augmentar la seva facilitat d'ús. A part d'aquestes, també n'hi ha de disponibles amb accionaments pneumàtics o accionades amb motor de combustió. Les màquines de mà poden produir grans quantitats de partícules, incloent les partícules ultrafines, partícules en suspensió a l'aire que són un carcinogen del grup 1.

## Màquina de mà vs. màquina eina
La màquina de mà està estretament relacionada amb la màquina-eina pel tipus de treball que permeten fer ambdós tipus. La diferència essencial és que una màquina-eina és fixa, i està muntada sobre un bastidor fix o sobre una taula, mentre que una màquina de mà és portàtil i es pot transportar d'un lloc a un altre de manera fàcil, amb les mans. A la pràctica, ambdós conceptes de vegades se superposen ja que algunes màquines de mà es poden muntar sobre un suport fix com en el cas del suport de trepant.

## Tipus de màquines de mà

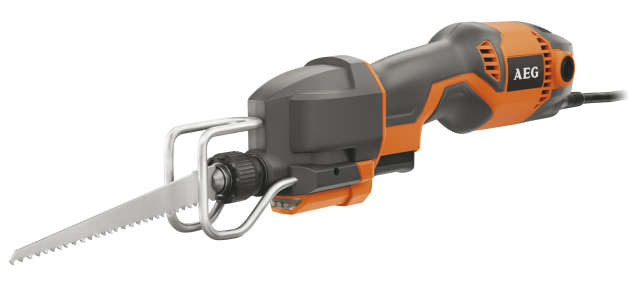
Serra recíproca

- Serra circular

- Clau dinamomètrica
- Compressor d'aire

- Dremel

- Eina accionada per pólvora
- Eina oscil·lant
- Eina pneumàtica
- Esmoladora
- Esmoladora angular
- Esmoladora pneumàtica

- Fregadora
- Fregadora de banda
- Fregadora orbital

- Grapadora tèrmica

- Martell mecànic
- Motoserra
- Multieina rotativa

- Pistola d'aire calent
- Pistola de claus

- Rebladora

- Serra de sabre
- Suport de trepant

- Tallador de ceràmica
- Trepant
- Trepant de mà
- Trepant de percussió
- Turbina dental

## Impacte en la salut
Tot i que les eines elèctriques manuals són útils, també produeixen grans quantitats de soroll, vibracions i partícules, incloses les partícules ultrafines .Les partícules en suspensió a l'aire són un carcinogen del grup 1. Les partícules en suspensió són la forma més nociva (a part de les ultrafines ) de contaminació atmosfèrica ja que poden penetrar profundament als pulmons i al cervell des del torrent sanguini, causant problemes de salut com ara malalties del cor, malalties pulmonars i mort prematura . No hi ha cap nivell segur de partícules. Un estudi del 2013 va concloure que "la contaminació atmosfèrica per partícules en suspensió contribueix a la incidència del càncer de pulmó a Europa". A tot el món, l'exposició a PM 2.5 va contribuir al 4,1 milions de morts per malalties cardíaques, accidents cerebrovasculars, càncer de pulmó, malalties pulmonars cròniques i infeccions respiratòries el 2016. En general, les partícules en suspensió a l'ambient són un dels principals factors de risc de mort prematura a nivell mundial.
Existeixen alguns estàndards industrials sobre la mida i la quantitat de pols emesa per les eines elèctriques, tot i que sembla que no són àmpliament coneguts ni utilitzats a nivell mundial. Sabent que la pols es genera durant tot el procés de construcció i que pot causar greus riscos per a la salut, els fabricants ara comercialitzen eines elèctriques equipades amb col·lectors de pols (per exemple, aspiradores HEPA ) o sistemes integrats de subministrament d'aigua que extreuen la pols després de l'emissió. No obstant això, l'ús d'aquests productes encara no és habitual a la majoria de llocs. A partir del primer trimestre del 2024, les eines de gasolina estan prohibides a Califòrnia.
L'ús d'eines elèctriques sense protecció auditiva durant un període prolongat de temps pot posar una persona en risc de pèrdua auditiva . L' Institut Nacional de Seguretat i Salut Laboral dels Estats Units (NIOSH) ha recomanat que les persones no estiguin exposades a sorolls iguals o superiors a 85 dB, amb finalitats de prevenció de la pèrdua auditiva . La majoria d'eines elèctriques, incloent- hi trepants, serres circulars, polidores de banda i motoserres, funcionen a nivells de soroll superiors als 85 límit de dB, alguns fins i tot superen els 100 dB. El NIOSH recomana fermament portar protecció auditiva mentre s'utilitzen aquest tipus d'eines elèctriques.

## Fabricants
| Marca              | Propietari | Seu central | Gamma d'eines  |
| ------------------ | --- | ----------- | -------------- |
| AEG Electric Tools | Techtronic Industries (TTI) va adquirir la marca AEG Electric Tools el 2004 i obtenint la llicència del nom de la marca d'Electrolux, el propietari d'AEG . | Xina        | Gamma completa |
| Einhell            | Einhell Germany AG, Landau an der Isar | Alemanya    | Gamma completa |
| Parkside           | Lidl Stiftung & Co. KG | Alemanya    | Gamma completa |
| Acer inoxidable    | Stahlwerk Schweissgeräte GmbH | Alemanya    |                |
| Worx               | Corporació d'eines Positec | Xina        | Gamma completa |
| Würth              | Grup Würth | Alemanya    | Gamma completa |

## Galeria

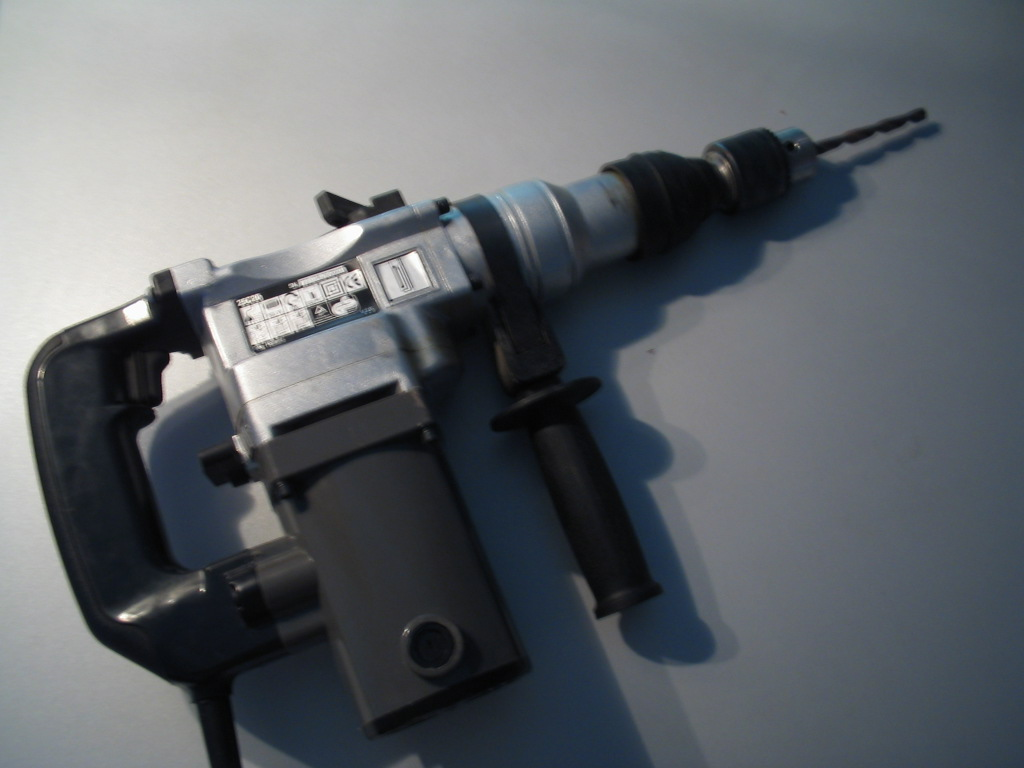
Martell perforador
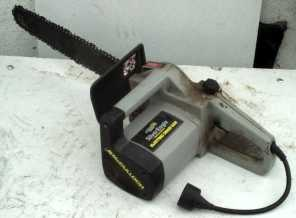
Motoserra
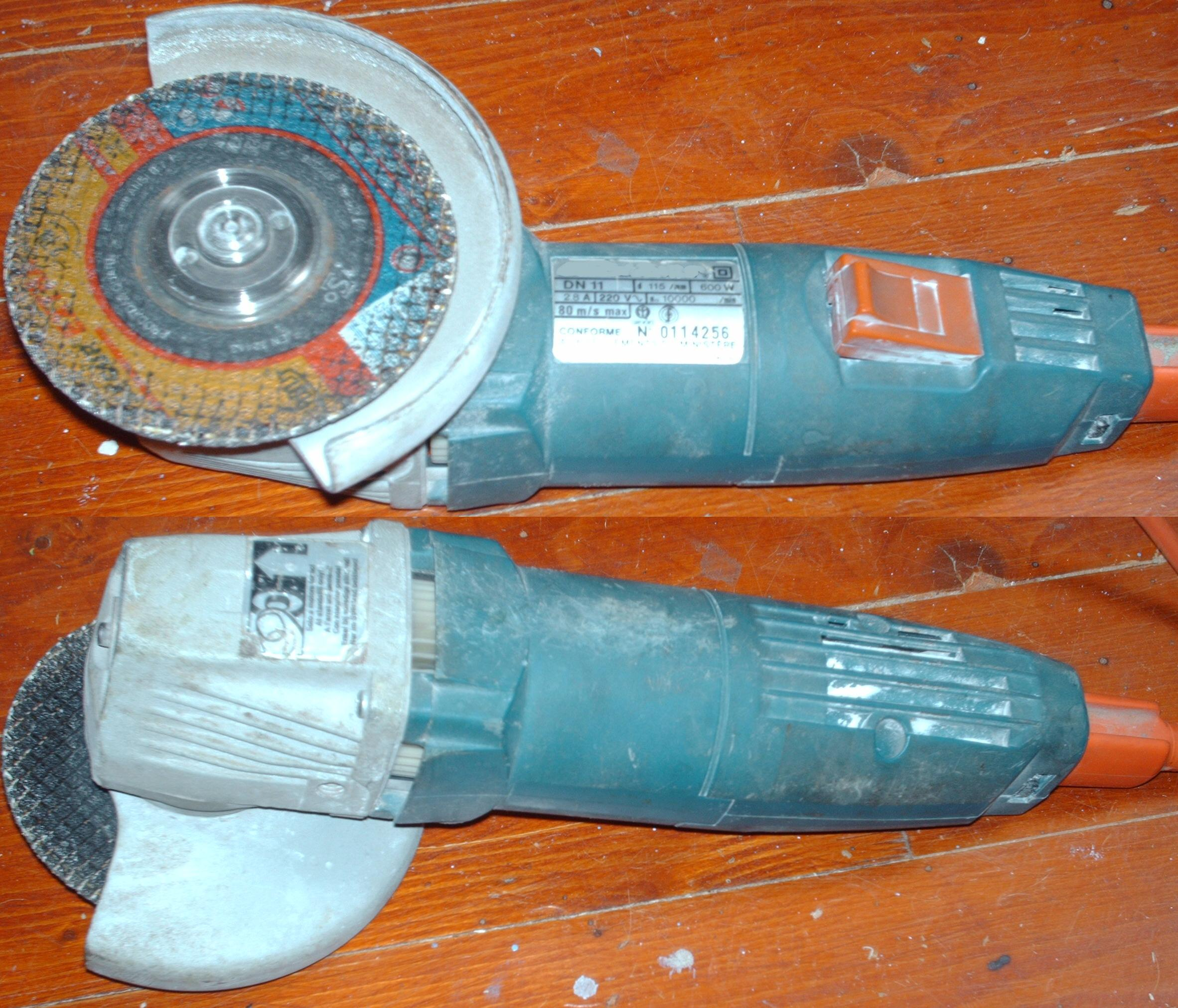
Esmoladora angular
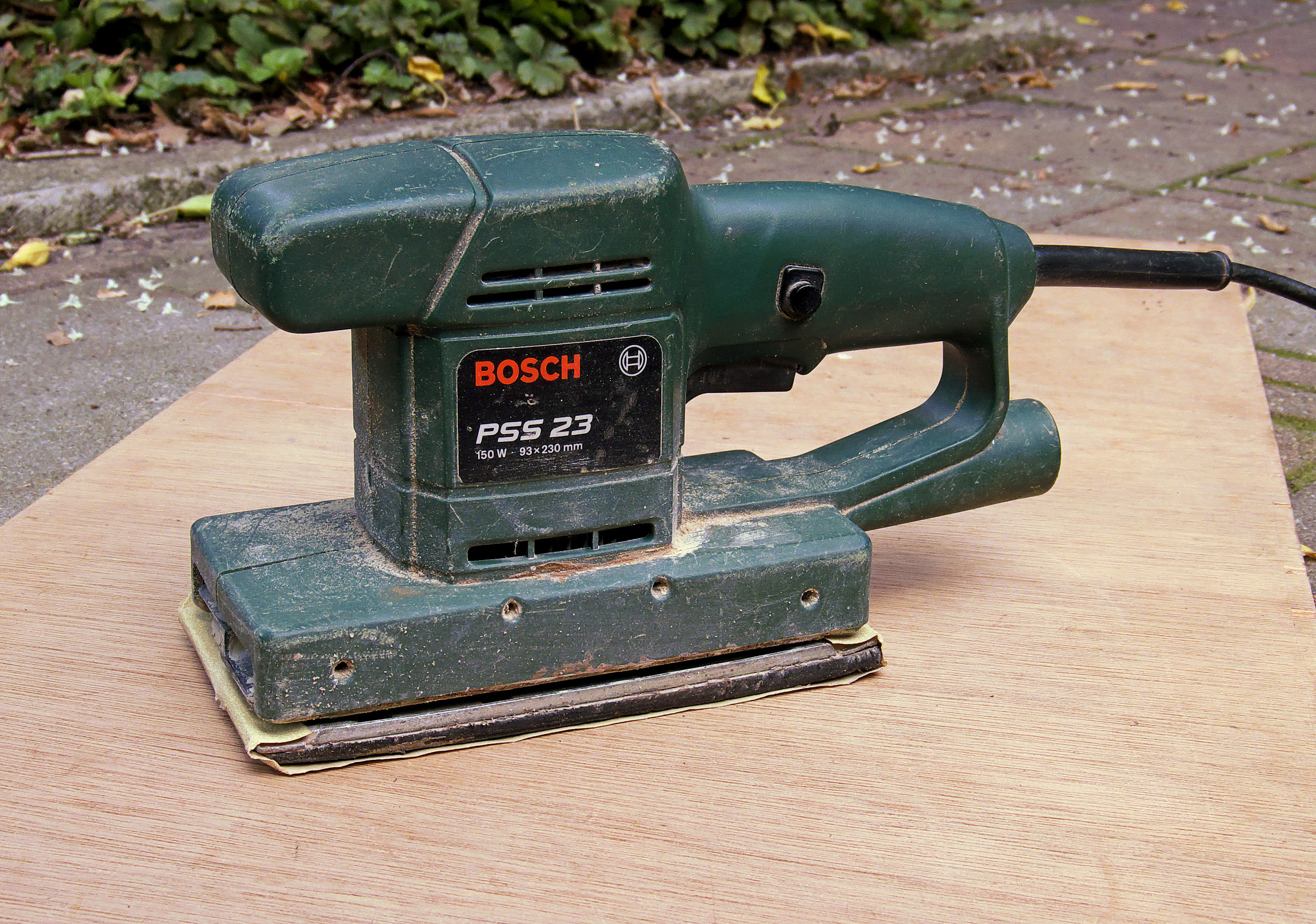
Fregadora orbital